# 22 prairial
22 floréal 22 messidor
Le duodi 22 prairial, officiellement dénommé jour de la camomille, est le 262e jour de l'année du calendrier républicain.
C'était généralement le 10e jour du mois de juin dans le calendrier grégorien.